# Schelinkryssare

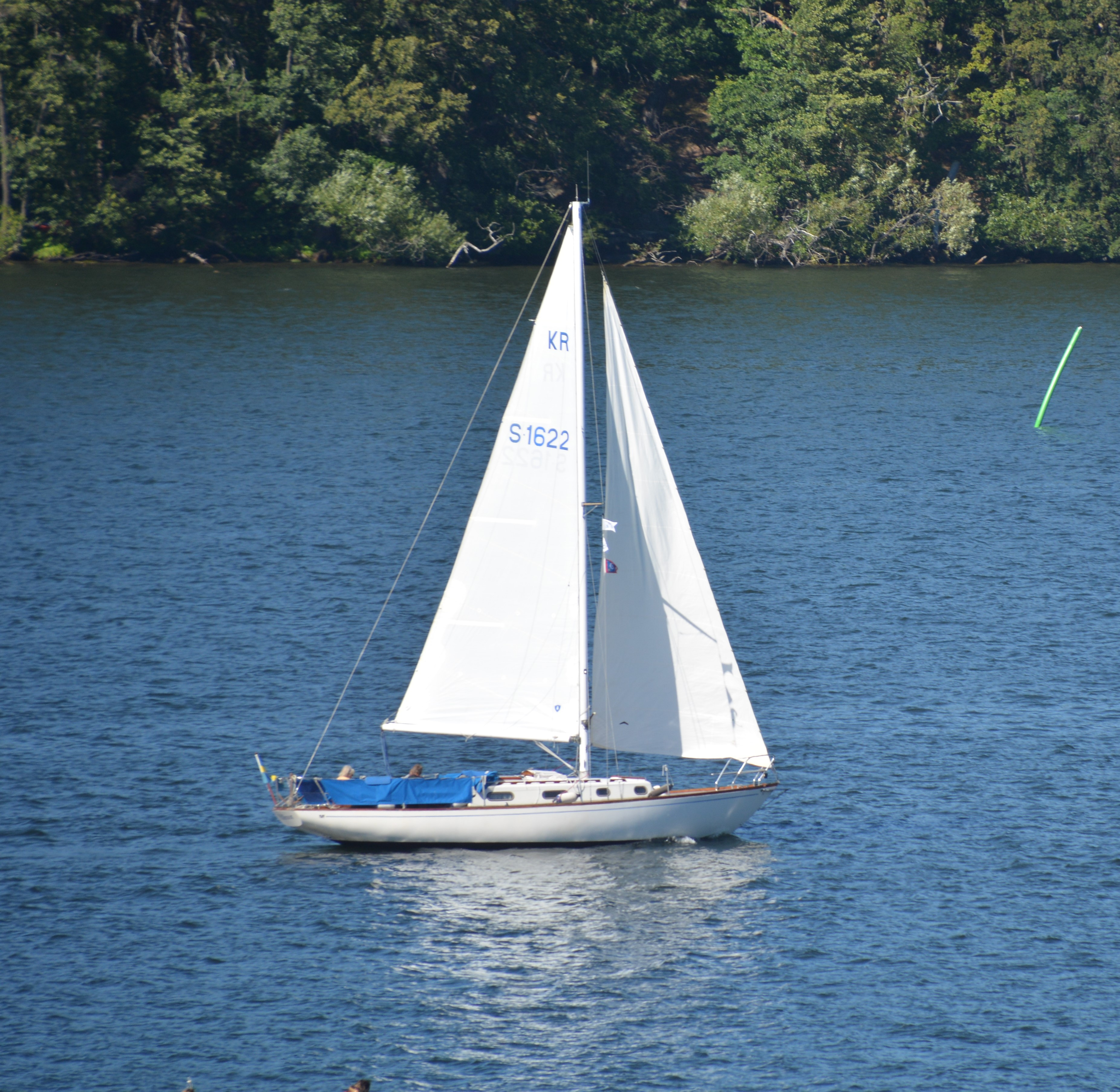
Schelinkryssare

Schelinkryssaren ritades av Oscar Schelin vid Kungsörs Båtvarv AB i mitten av 1960-talet. Till sin hjälp hade han Tore Holm och - för riggen - den amerikanske båtkonstruktören Norton G. Owens.
Först byggdes fyra Schelinkryssare i trä på Kungsörs Båtvarv. Kostnaderna att bygga båtar på traditionellt sätt hade dock stigit kraftigt. Båt nr 4 fick tjänstgöra som plugg och år 1967 byggdes det första skrovet i glasfiberarmerad plast vid en plastindustri i Köping, medan Oscar Schelin på sitt eget varv byggde inredningen. Nr 5, Albertina, har därför en unik och välgjord inredning. Men från nr 6 byggdes dock båtarna i sin helhet vid AB Norrlandsplast i Luleå. De flesta av båtarna levererades segelklara men några i olika former av halvfabrikat. En av dem har dessutom överbyggnad i trä efter beställarens önskan.
Längd 10.5 meter
Bredd 2,72 meter
Djupgående 1,45 meter
Vikt 4,5 ton.
Totalt byggdes 54 Schelinkryssare, varav de sista i början av 1980-talet.